# Sonic Chronicles: The Dark Brotherhood
Sonic Chronicles: The Dark Brotherhood is een RPG voor de Nintendo DS, gebaseerd op de Sonic the Hedgehog-franchise. Het spel werd ontwikkeld door BioWare in opdracht van Sega en werd uitgegeven in september 2008.

## Gameplay
Zoals bij veel RPG’s zijn er twee primaire vormen van gameplay: verkenning en gevechten. Bij het verkennen ziet men een landschap waar het personage van de speler zich over voortbeweegt. Besturing gebeurt hierin voornamelijk met de stylus. Navigatie vereist ook gebruik van de speciale vaardigheden van een personage, zoals vliegen of klimmen.
Gevechten vinden plaats indien de speler een tegenstander ontmoet. Dan zoomt het beeld in. Er zijn standaard aanvallen beschikbaar voor gevechten. Van belang in gevechten zijn een personage’s snelheid, aanvalskracht, verdediging en geluk. Deze vaardigheden kunnen worden versterkt door ervaring op te doen.

## Verhaal
Sonic is op vakantie nadat hij enige tijd terug Dr. Eggman heeft verslagen. Dan krijgt hij bericht van Tails dat Knuckles is ontvoerd en de chaosdiamanten zijn verdwenen.
Het verhaal is gesplitst in twee scenario’s. Het eerst speelt zich af in Sonics wereld waarin hij probeert de situatie te begrijpen en de Master Emerald te beschermen. In het tweede scenario reizen Sonic en Co af naar een andere dimensie om een nieuwe bedreiging tegen te houden.

## Personages
Van de volgende personages is momenteel bekend dat ze voor zullen komen in het spel.

### Bespeelbare personages
- Sonic the Hedgehog[1]
- Miles "Tails" Prower[1]
- Knuckles the Echidna[1]
- Amy Rose[1]
- Shadow the Hedgehog[1]
- Rouge the Bat[1]
- E-123 Omega[2]
- Dr. Eggman
- Super Sonic
- Cream the Rabbit
- Big the Cat
- Shade[2]

### Niet bespeelbare personages
- De Zoah
- Guardian Units of Nations
- De Voxai
- De Kron
- De N'rrgal
- De Nocturnus
- Eggmans robots
- Colossal Worm
- Dragodon
- Enraged Armadillo
- Giant Millipede
- Giant Scorpion
- De gizoids
- Queen wasp
- Raptor hawk
- Robodillo
- Wasp Swarm
- Wild Boar[3]

## Development
Ontwikkeling van het spel begon in 2006.
In februari 2008 kondigde Sega aan dat ze fans de kans gaven te stemmen voor de naam van Sonics nieuwe tegenstanders in het spel.. De winnende naam werd uiteindelijk de Zoah.